# Tomotaka Kitamura
Tomotaka Kitamura (jap. 北村 知隆 Kitamura Tomotaka; ur. 27 maja 1982 w Yokkaichi) – japoński piłkarz występujący na pozycji napastnika.

## Kariera klubowa
Od 2001 do 2012 roku występował w klubach Yokohama FC i Montedio Yamagata.